# MYLK4
MYLK4 (англ. Myosin light chain kinase family member 4) – білок, який кодується однойменним геном, розташованим у людей на 6-й хромосомі. Довжина поліпептидного ланцюга білка становить 388 амінокислот, а молекулярна маса — 44 508.
| 10         |  | 20         |  | 30         |  | 40         |  | 50         |
| ---------- |  | ---------- |  | ---------- |  | ---------- |  | ---------- |
| MLKVKRLEEF |  | NTCYNSNQLE |  | KMAFFQCREE |  | VEKVKCFLEK |  | NSGDQDSRSG |
| HNEAKEVWSN |  | ADLTERMPVK |  | SKRTSALAVD |  | IPAPPAPFDH |  | RIVTAKQGAV |
| NSFYTVSKTE |  | ILGGGRFGQV |  | HKCEETATGL |  | KLAAKIIKTR |  | GMKDKEEVKN |
| EISVMNQLDH |  | ANLIQLYDAF |  | ESKNDIVLVM |  | EYVDGGELFD |  | RIIDESYNLT |
| ELDTILFMKQ |  | ICEGIRHMHQ |  | MYILHLDLKP |  | ENILCVNRDA |  | KQIKIIDFGL |
| ARRYKPREKL |  | KVNFGTPEFL |  | APEVVNYDFV |  | SFPTDMWSVG |  | VIAYMLLSGL |
| SPFLGDNDAE |  | TLNNILACRW |  | DLEDEEFQDI |  | SEEAKEFISK |  | LLIKEKSWRI |
| SASEALKHPW |  | LSDHKLHSRL |  | NAQKKKNRGS |  | DAQDFVTK   |  |            |

A: Аланін

C: Цистеїн

D: Аспарагінова кислота

E: Глутамінова кислота

F: Фенілаланін

G: Гліцин

H: Гістидин

I: Ізолейцин

K: Лізин

L: Лейцин

M: Метіонін

N: Аспарагін

P: Пролін

Q: Глутамін

R: Аргінін

S: Серин

T: Треонін

V: Валін

W: Триптофан

Кодований геном білок за функціями належить до трансфераз, кіназ, серин/треонінових протеїнкіназ. 
Задіяний у такому біологічному процесі, як альтернативний сплайсинг. 
Білок має сайт для зв'язування з АТФ, нуклеотидами. 